# Englands herrlandslag i ishockey
Englands herrlandslag i ishockey representerar England i ishockey på herrsidan och kontrolleras av Englands ishockeyförbund. Laget har endast spelat träningslandskamper, främst mot Skottland, i tävlingsmatcher har det i stället handlat om ett brittiskt lag.

## Historik
Laget spelade sin första match den 25 januari 1909, då man vann med 11-0 mot Böhmen i Chamonix-Mont-Blanc.

### Fotnoter
1. ↑  ”National Teams of Ice Hockey”. Arkiverad från originalet den 6 juni 2012. https://web.archive.org/web/20120606065830/http://nationalteamsoficehockey.com/uploads/England_All_Time_Results.pdf. Läst 29 augusti 2011.